# Ere zij God
Ere zij God is een geestelijk kerstlied dat in veel kerken rond de kersttijd wordt gezongen.

## Vorm en tekst
Ere zij God is een opvallend lied, omdat het vrij lang is en geen traditionele refrein-couplet-structuur heeft. Bovendien bevat de tekst slechts een paar kernzinnen waarop een paar keer gevarieerd wordt. De melodie wordt weleens vergeleken met marsmuziek vanwege de herhalingen en het ritme.
De tekst is afkomstig uit het kerstverhaal zoals dat wordt beschreven in Lucas 2:1-20. In de verzen 13 en 14 staat (NBV):

Plotseling voegde zich bij de engel een groot hemels leger dat God prees met de woorden: 
 ‘Eer aan God in de hoogste hemel 
         en vrede op aarde voor alle mensen die hij liefheeft.’ 

De liedtekst is hier een variatie op:
| Ere zij God, ere zij God in de hoge, in de hoge, in de hoge. Vrede op aarde, vrede op aarde. In de mensen een welbehagen. | Ere zij God in de hoge Ere zij God in de hoge. Vrede op aarde, vrede op aarde vrede op aarde, vrede op aarde. In de mensen, in de mensen een welbehagen, in de mensen een welbehagen, een welbehagen. | Ere zij God, ere zij God in de hoge, in de hoge, in de hoge. Vrede op aarde, vrede op aarde. In de mensen een welbehagen. Amen, amen. |

## Oorsprong
Het lied verscheen voor het eerst in druk in 1857 in de zangbundel Het nachtegaaltje, onder de titel Kerslied (sic). De bundel was samengesteld door tekstdichter Isaac Bikkers (1833-1903). Er verschenen negen herdrukken van de liedbundel tussen 1862 en 1904. Ruim een halve eeuw na de eerste uitgave, in 1916, publiceerde Johannes de Heer het lied in de Kerstzangbundel voor koor en huisgezin.
Het lied werd tevens opgenomen in de liedbundel Kun je nog zingen, zing dan mee (eerste druk in 1906). 
In de jaren 30 van de 20e eeuw werd het voor het eerst opgenomen in officiële zangbundels van diverse Nederlandse kerkgenootschappen. In 1933 werd het een van de Eenige Gezangen van de Gereformeerde Kerken in Nederland, een verzameling liederen die een aanvulling vormden op de al bestaande 150 berijmde Psalmen. Ook andere kerkgenootschappen namen Ere zij God op in hun liedboeken. Hierdoor werd het lied snel populair.
De oorsprong van de melodie is onduidelijk. Volgens Bikkers was de muziek gecomponeerd door de Pruisische musicus en predikant Franz Albert Schultz (1692-1763). Hij was directeur van de vooraanstaande Collegium Fridericianum, een theologische hogeschool in Pruisen. Hoewel een aantal publicaties van Schultz over (kerk)muziek bewaard is gebleven, staat niet vast dat hij ook de componist was van de oerversie van Ere zij God. Aangenomen wordt echter dat hij wel degelijk de componist was, omdat Bikkers in Het nachtegaaltje de naam van Schultz vermeldde.
Waarschijnlijk heeft Schultz de muziek van Ere zij God wel gepubliceerd, maar zijn deze bundels niet bewaard gebleven. Mogelijk heeft Bikkers in de 19e eeuw - ruim honderd jaar nadat de bundel voor het eerst werd uitgegeven - alsnog een exemplaar weten te bemachtigen, wat aannemelijk wordt gemaakt door het feit dat hij destijds veel contacten in Duitsland had en veel Duitstalige liederen in het Nederlands vertaalde.
Het lied wordt ook gezongen in verschillende Amerikaanse en Canadese protestantse kerken. De beginregels luiden dan: "Glory to God! Glory to God! / In the highest, in the highest, in the highest!" In het Duits luidt de tekst: "Ehre sei Gott! In der Hohe!"

## Titel
Als titel wordt soms Ere zij God of Kerstlied gebruikt. In sommige gevallen wordt ook Engelenzang gebruikt, omdat het door engelen zou zijn gezongen (hoewel de engelen volgens de bijbeltekst de tekst uitspraken). Deze titel komt bijvoorbeeld voor in de bundel Kun je nog zingen, zing dan mee. Soms wordt het lied ook aangeduid als het Ere zij God.

## Uitvoering
Ere zij God vormt traditioneel vaak het slot van (vooral protestantse) kerkdiensten en muziekuitvoeringen op en rond het Kerstfeest. Het wordt meestal staande gezongen. Er zijn ook meerstemmige bewerkingen voor zangkoren, waarvan sommige gecombineerd kunnen worden met samenzang.